# Свято-Германовская духовная семинария
Свято-Германовская православная духовная семинария (англ. Saint Herman's Orthodox Theological Seminary) — учебное заведение Православной церкви в Америке, которое находится в городе Кадьяк, штат Аляска, с кампусом в Анкоридже.
Созданная в качестве пастырской школы в 1973 году, семинария в настоящее время предоставляет ряд образовательных программ для подготовки студентов к служению в Православной Церкви, как чтецов, регентов, преподавателей церковно-приходских школ, и священнослужителей.

## История
С закрытием церковной школы на острове Уналашка в 1917 году Церковь на Аляске потеряла возможность обеспечить формальное обучение для церковно- и священнослужителей.
Во время отсутствия учреждений для образования на Аляске увеличилась нехватка подготовленных людей. Чтобы исправить эту ситуацию, в Аляскинской епархии, учреждённой в сентябре 1972 года протоиерей Джозеф Крета выступил с предложением создать пастырскую школу для подготовки священно- и церковнослужителей из местного населения, как единственный практический способ решения такой проблемы. Предложение было одобрено епархиальным советом.
Занятия начались 1 февраля 1973 года. Занятия проводились в арендованных помещениях на станции возле Уайлдвуд Кенай, штат Аляска. В первый класс поступили четырнадцать студентов.
В августе 1973 года Свято-Германовская Духовная школа получила официальное признание от Государственного департамента образования Аляски в качестве полноправного учебного заведения.
Поиски постоянного кампуса привели к покупке недвижимости в городе Кадьяк, близ церкви Воскресения Христова. В 1974 году все классы были переведены в новые помещения.
В феврале 1975 года Священный Синод ПЦА официально признал Свято-Германовскую школу богословской школой в системе Духовных Семинарий Православной Церкви Америки.
В 1976 году, Священный Синод одобрил переименование школы в духовную семинарию.
С момента создания семинарии, более 90 % студентов составляли коренные жители Аляски, приезжающие учиться со всей сельской Аляски.
Семинария признана штатом Аляска в качестве учебного заведения, которое может присваивать учёную степень, и, по распоряжению штата и Комиссии по высшему образованию, наделена правом присваивать степени бакалавра богословских наук и ассоциата гуманитарных наук по специализации «Богословие».